# Fuldaer Evangeliar

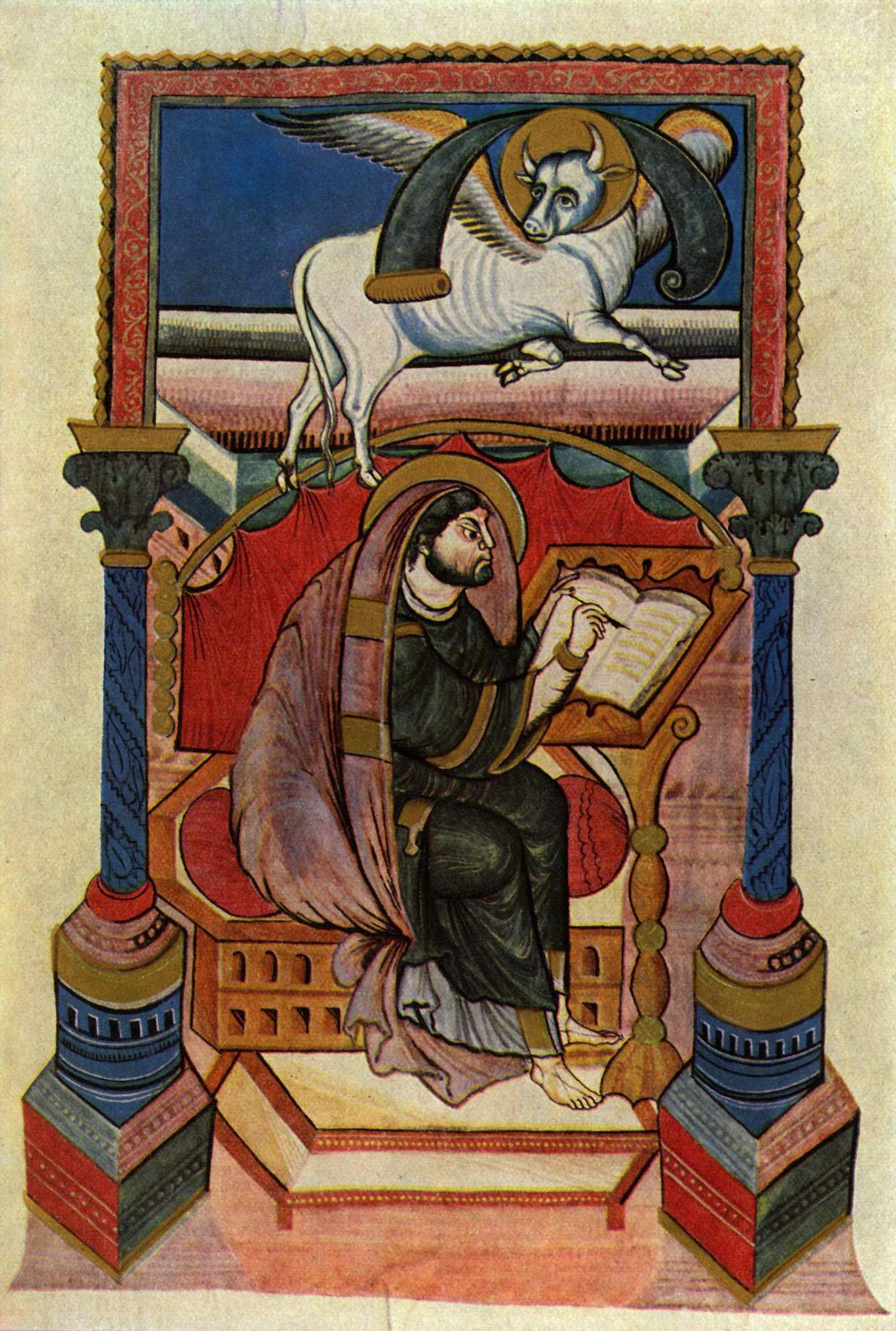
Der Evangelist Lukas.

Das Fuldaer Evangeliar  ist eine karolingische Bilderhandschrift, die Mitte des 9. Jahrhunderts im Kloster Fulda entstand. Die Malschule von Fulda war eine der wenigen in der Nachfolge der Aachener Hofschule Karls des Großen, in deren Tradition auch dieses Evangeliar stilistisch steht.
Heute befindet sich das Evangeliar in der Universitätsbibliothek Würzburg (Signatur: M.p.th.f. 66 ). Der Vorderdeckel des Prachtkodex ist mit einem der ältesten und künstlerisch besten Elfenbeinreliefs der „Jüngeren Metzer Schule“ versehen.